# 山本洪輔
山本 洪輔（やまもと こうすけ、天保13年（1842年） - 明治32年（1899年）10月16日）は幕末の越前福井藩出身の医者、蘭学者、志士、亀山社中・海援隊隊士。洪堂、復輔とも称した。諱は柳、字は子星、号は雪厳。

## 生涯
福井藩医師の山本宗平の次男に生まれる。兄は玄介（宗隆）、弟は淳良（信卿）、従兄弟に蘭学者で男爵となった岩佐純がいた。
万延元(1860)年、岩佐と共に松本良順の門人となる。
医術修行の名目で、大坂、京都、江戸と長崎を遊歴した。その間に坂本龍馬の結成した亀山社中に入ったものと考えられ、慶応2年（1866年）12月20日の、龍馬から伊藤助太夫宛の手紙に名前が出てくるのが最初である。
慶応3年（1867年）4月に改編成された海援隊にも引き続き参加、陸奥宗光や高松太郎らと大阪において商事を営み、隊内の医官に長岡謙吉と共に名を連ねる。
同年11月15日に龍馬が暗殺されると、すぐさま長府藩士・熊野直介へと報知、同志の佐柳高次と共に下関に行き、伊藤や三吉慎蔵に伝える。また、いったん三吉慎蔵の屋敷にいた龍馬の妻・お龍を、同志の石田英吉や中島信行らと長崎に迎えるのに一役買う。
長崎に帰り、翌慶応4年（1868年）1月には隊で長崎奉行所を占拠する。また、天草富岡代官所の襲撃事件の鎮撫に同志の吉井源馬と向かい、見事に鎮圧する。
戊辰戦争では振遠隊に所属し、朝陽丸に乗り込んで、箱館湾海戦に参加する。明治2年（1869年）4月24日の戦闘で軽傷を負う。その後、同5月11日に朝陽丸は蟠竜丸によって轟沈されるが、一命は取り留めた。
その後福井藩に戻るが、明治3年（1870年）4月13日、更に続けて医学修行を行いたい願を藩庁に提出し、受け入れられると同月18日大阪に向かった。浪華軍事病院看頭として出仕するが同8月16日に辞職し、翌9月4日東京や横浜へ向かいたいという願が受け容れられ、出立した。
官員録の明治6年（1873年）6月20日の項に「開拓使・八等出仕・山本洪堂」とある通り、開拓使に医官として出仕していた。同年10月1日、北見国宗谷で長男宗一が誕生。
明治8年（1875年）、開拓使を辞して、大阪市西区松島仲之町にいた弟信卿の元に身を寄せる。
明治12年（1879年）に信卿が東区今橋町4丁目に回春病院を設立。
明治14年（1881年）に信卿が没し、洪輔は院長を引き継いだ。
明治19年（1886年）、回春病院附属として、大阪癲狂院を設立（南区逢坂町上之町4953番地）。院長を務める。明治年間初の市立精神病院だった。回春病院は緒方洪庵の次男緒方惟準に譲られた。
明治22年（1889年）、大阪精神病院と改称。
明治27年（1894年）2月に福井市西宝永町（現福井市宝永）に建てられた主君松平春嶽の遺徳碑に寄付を行った。
明治32年（1899年）、10月16日没。息子の宗一が後を継いだ。
大阪精神病院は後に山本病院となり、現在は「八尾こころのホスピタル」として存続している。